# Lancaster (Wisconsin)
Lancaster és una població dels Estats Units a l'estat de Wisconsin. Segons el cens del 2000 tenia 4.070 habitants.

## Demografia
Segons el cens del 2000, Lancaster tenia 4.070 habitants, 1.706 habitatges, i 1.079 famílies. La densitat de població era de 557,2 habitants per km².
Dels 1.706 habitatges en un 28,3% hi vivien nens de menys de 18 anys, en un 52,8% hi vivien parelles casades, en un 8% dones solteres, i en un 36,7% no eren unitats familiars. En el 31,8% dels habitatges hi vivien persones soles el 18,1% de les quals corresponia a persones de 65 anys o més que vivien soles. El nombre mitjà de persones vivint en cada habitatge era de 2,31 i el nombre mitjà de persones que vivien en cada família era de 2,93.
Per edats la població es repartia de la següent manera: un 23,5% tenia menys de 18 anys, un 9% entre 18 i 24, un 25,1% entre 25 i 44, un 21,9% de 45 a 60 i un 20,5% 65 anys o més.
L'edat mediana era de 40 anys. Per cada 100 dones de 18 o més anys hi havia 87 homes.
La renda mediana per habitatge era de 32.723 $ i la renda mediana per família de 47.500 $. Els homes tenien una renda mediana de 30.683 $ mentre que les dones 22.331 $. La renda per capita de la població era de 17.797 $. Aproximadament el 6,4% de les famílies i el 8,9% de la població estaven per davall del llindar de pobresa.

## Poblacions més properes
El següent diagrama mostra les poblacions més properes.